# Ante Vukušić
Ante Vukušić est un footballeur international croate né le 4 juin 1991 à Sinj en Yougoslavie (aujourd'hui en Croatie). Il évolue au poste d'attaquant.

## Biographie
Considéré au lancement de sa carrière au HNK Hajduk Split comme une des futurs stars du football croate, il part très jeune en Italie (Delfino Pescara 1936). Malheureusement, comme un certain nombre de joueurs qui quittent très jeunes leur club formateur, il a du mal à exploser au plus haut niveau. Il enchaîne les prêts, puis les piges de quelques mois dans des clubs de divisions inférieures.
Finalement, en 2019, il signe pour le NK Olimpija Ljubljana, club dans lequel il veut à nouveau prouvé qu'il possède toujours le talent entrevu à ses débuts. Il déclare que c'est la première fois depuis qu'il a quitté le HNK Hajduk Split qu'il va jouer pour une équipe qui joue le titre et que cela convient mieux à son jeu.
Lors de son arrivée dans le club russe de FK Tosno, les médecins décèlent un problème pulmonaire (un de ses poumons était très loin de se contracter correctement). Ces derniers sont très étonnés qu'aucun médecin n'ait décelé cela plus tôt dans la carrière du joueur qui a donc joué une bonne partie de sa carrière avec un seul poumon en état de fonctionnement normal. Les médecins du club de Delfino Pescara 1936 avait décrété que les douleurs que Vukušić avaient provenaient d'un problème de dos sans plus chercher à approfondir leur diagnostic.

## Carrière
- 2009-2012 : Hajduk Split ( Croatie)
- depuis 2012 : Delfino Pescara ( Italie)
  - jan. 2014-2014 : Lausanne-Sport ( Suisse) (prêt)
  - Août 2014 à Mars 2015 : Waasland-Beveren ( Belgique) (prêt)[3]
- 2016-2017 : SpVgg Greuther Fürth (Allemagne)
- 2017-2018 : FK Tosno (Russie)
- de Mars à Septembre 2018 : Olimpia Grudziądz (Pologne/2ème division)
- 2018-2019 : NK Krško (Slovénie)
- Depuis Juillet 2019 : NK Olimpija Ljubljana (Slovénie)

## Palmarès
- Vainqueur de la Coupe de Croatie en 2010 en Hajduk Split.